# Nancy Chelangat Koech
Nancy Chelangat Koech (Kericho, 16 aprile 1995) è un'atleta paralimpica keniota non vedente, specializzata nel mezzofondo e nella velocità.

## Biografia
Affetta da cecità dalla nascita, ha iniziato a praticare l'atletica leggera paralimpica a scuola, nel 2004. Nel 2016 ha vestito per la prima volta la maglia della nazionale keniota ai Giochi paralimpici di Rio de Janeiro, dove ha conquistato la medaglia d'argento nei 1500 metri piani T11.
Nel 2019 si è classificata nona nei 400 metri piani T11 e ha vinto la medaglia di bronzo nei 1500 metri piani T11 ai campionati mondiali paralimpici di Dubai.
Nel 2021 penderà parte ai Giochi paralimpici di Tokyo.
Il suo atleta guida è il fratello Geoffrey Rotich.

## Palmarès
| Anno | Manifestazione       | Sede           | Evento           | Risultato | Prestazione | Note                  |
| ---- | -------------------- | -------------- | ---------------- | --------- | ----------- | --------------------- |
| 2016 | Giochi paralimpici   | Rio de Janeiro | 200 m piani T11  | Batteria  | 29"88       |                       |
| 2016 | Giochi paralimpici   | Rio de Janeiro | 1500 m piani T11 | Argento   | 4'42"12     |                       |
| 2017 | Mondiali paralimpici | Londra         | 1500 m T11       | dns       | dns         |                       |
| 2019 | Mondiali paralimpici | Dubai          | 400 m piani T11  | 9ª        | 1'03"25     |                       |
| 2019 | Mondiali paralimpici | Dubai          | 1500 m piani T11 | Bronzo    | 4'56"28     |                       |
| 2023 | Mondiali paralimpici | Parigi         | 1500 m piani T11 | Oro       | 4'46"55     | Record dei campionati |